# Мишикот, Висконсин
Мишикот, Висконсин (енгл. Mishicot) град је у америчкој савезној држави Висконсин.

## Демографија
По попису из 2010. године број становника је 1.442, што је 20 (1,4%) становника више него 2000. године.
| Група             | 2000.         | 2010.         |
| Белци             | 1.405 (98,8%) | 1.397 (96,9%) |
| Афроамериканци    | 2 (0,1%)      | 1 (0,1%)      |
| Азијати           | 4 (0,3%)      | 2 (0,1%)      |
| Хиспаноамериканци | 4 (0,3%)      | 13 (0,9%)     |
| Укупно            | 1.422         | 1.442         |